# نانسي بي. ريتش
نانسي بي. ريتش (بالإنجليزية: Nancy B. Reich)‏ هي عالمة موسيقى أمريكية، ولدت في 3 يوليو 1924 في نيويورك في الولايات المتحدة، وتوفيت في 31 يناير 2019 في أوسينينغ في الولايات المتحدة.